# Motores Mercedes na Fórmula 1

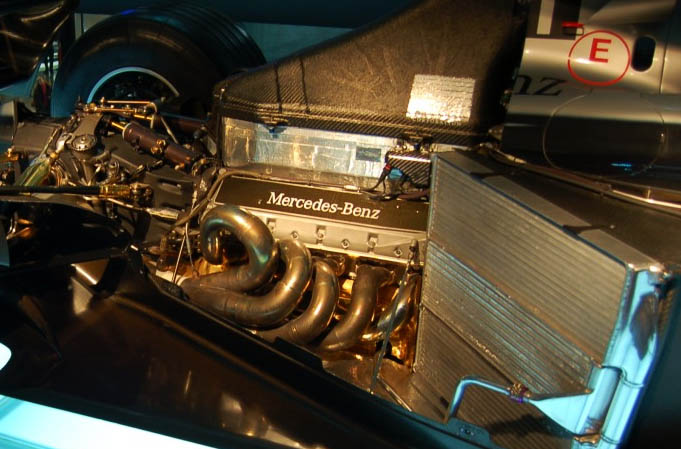
O Motor Mercedes-Benz FO110J V10, da MP4-15, utilizado na temporada.

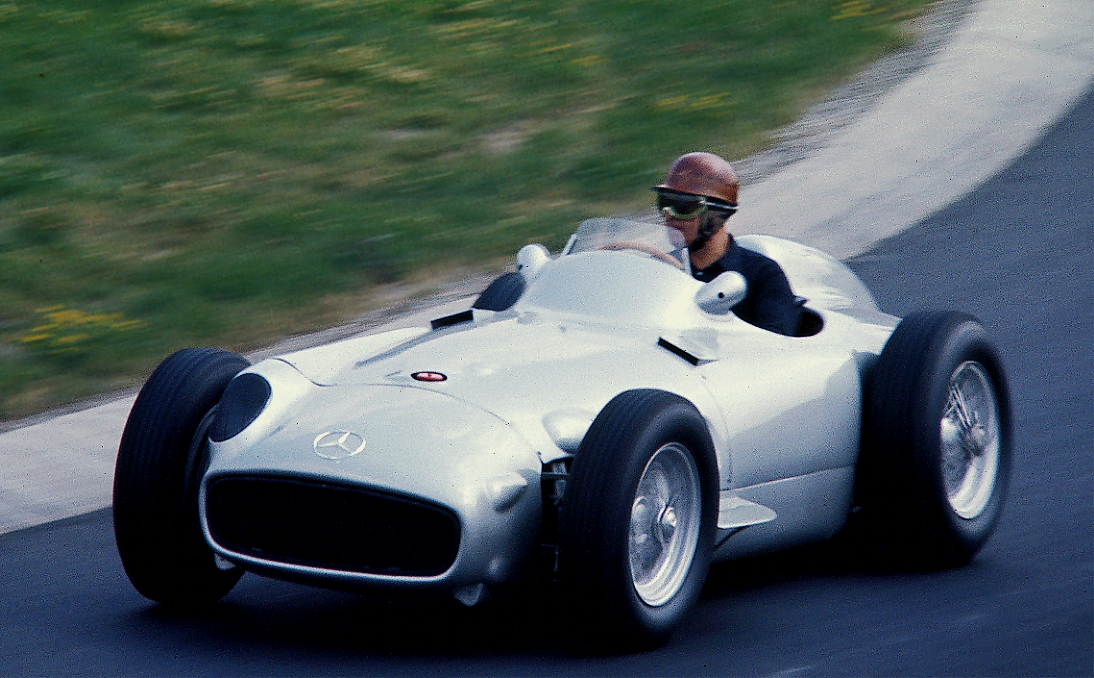
Karl Kling pilotando em 1976 uma Mercedes-Benz W196 utilizada nas temporadas de 1954 e 1955.

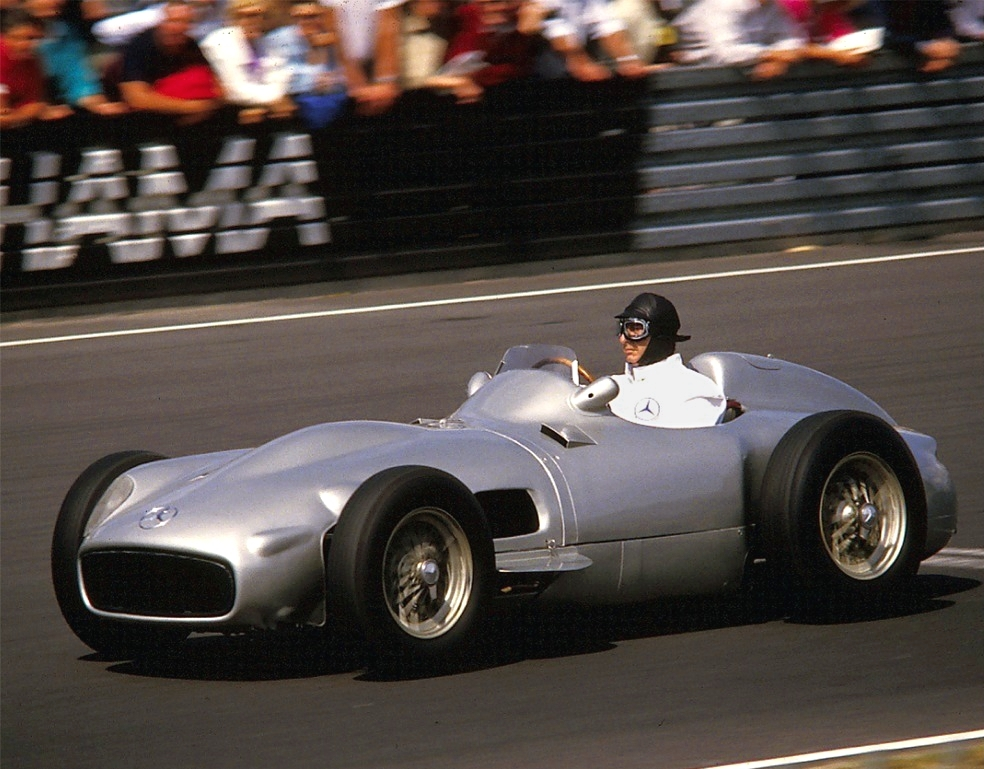
Juan Manuel Fangio pilotando em 1986 uma Mercedes-Benz W196 utilizada nas temporadas de 1954 e 1955.

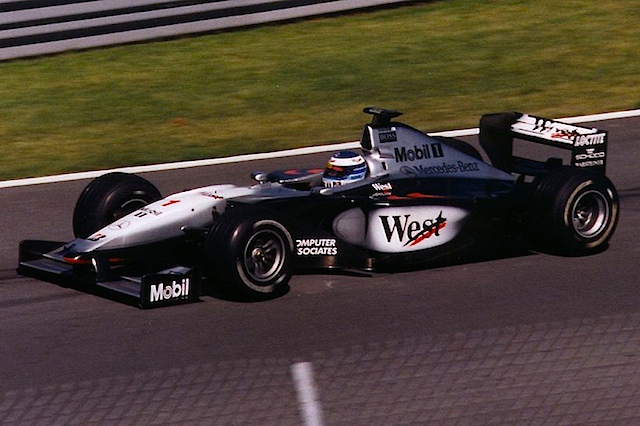
Mika Hakkinen pilotando a McLaren MP4-14 no GP do Canadá de 1999.

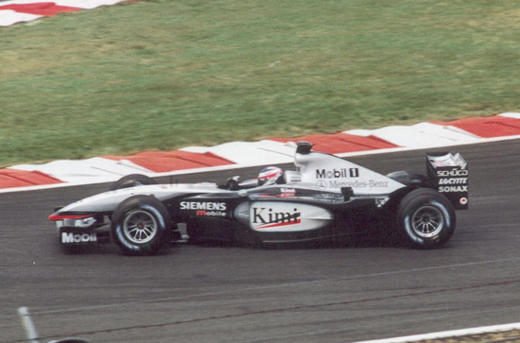
Kimi Räikkönen pilotando a McLaren MP4-17D em.

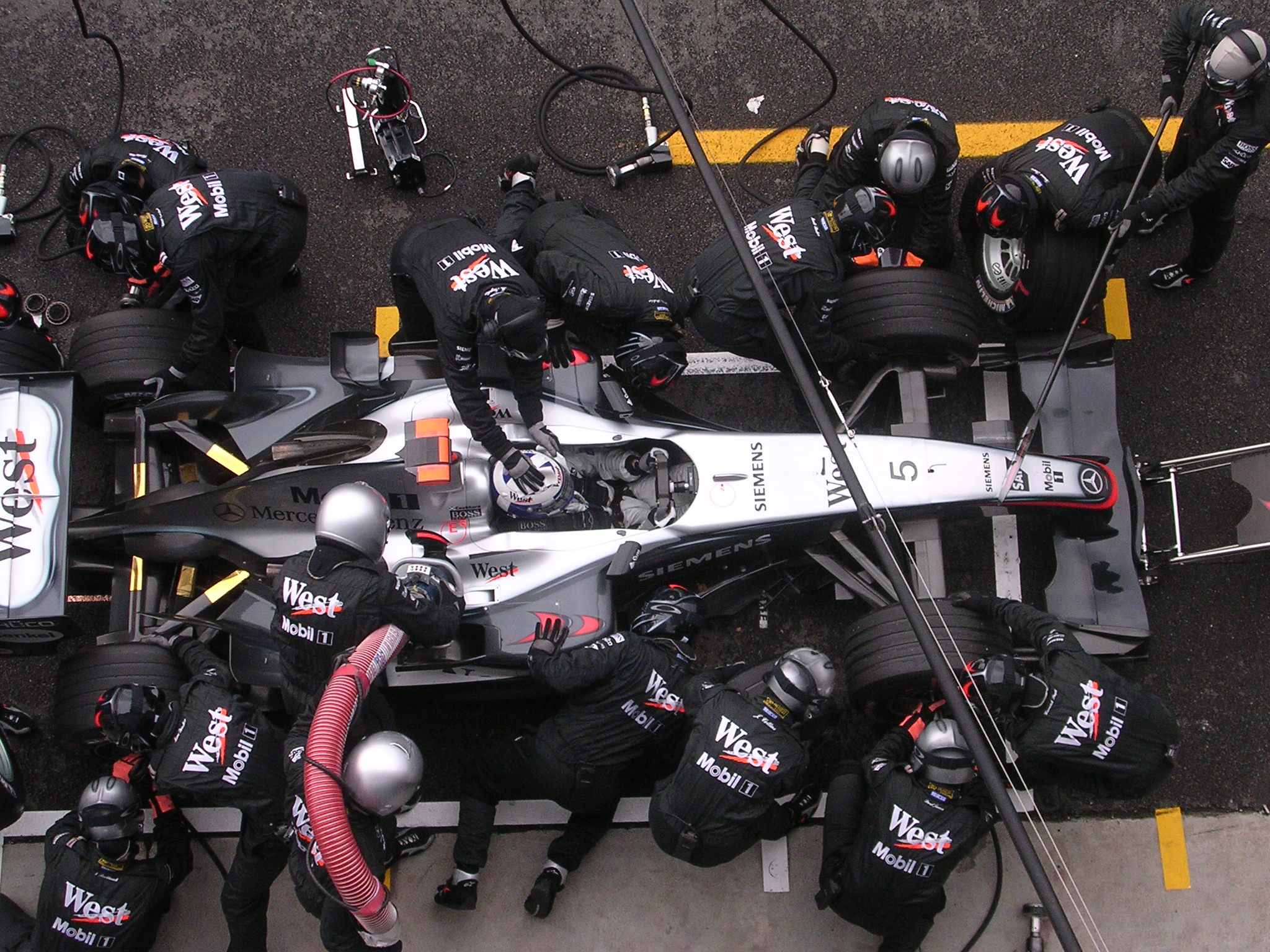
David Coulthard nos boxes do GP da Itália de 2004 com a McLaren MP4-19.

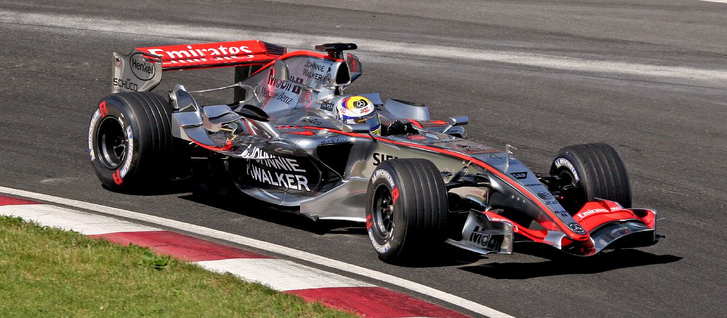
Juan Pablo Montoya pilotando a McLaren MP4-21 no GP do Canadá de 2006.

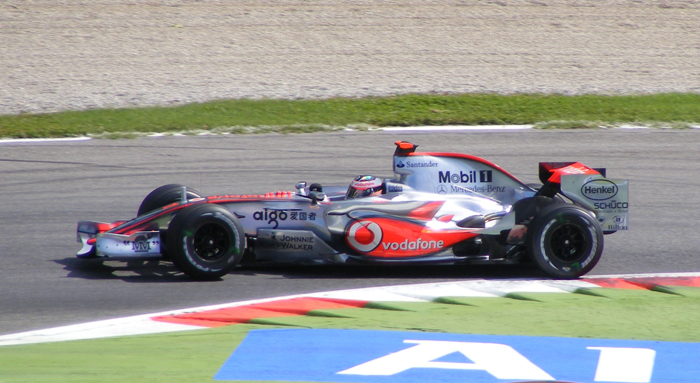
Fernando Alonso pilotando a McLaren MP4-22 no GP da Itália de 2007.

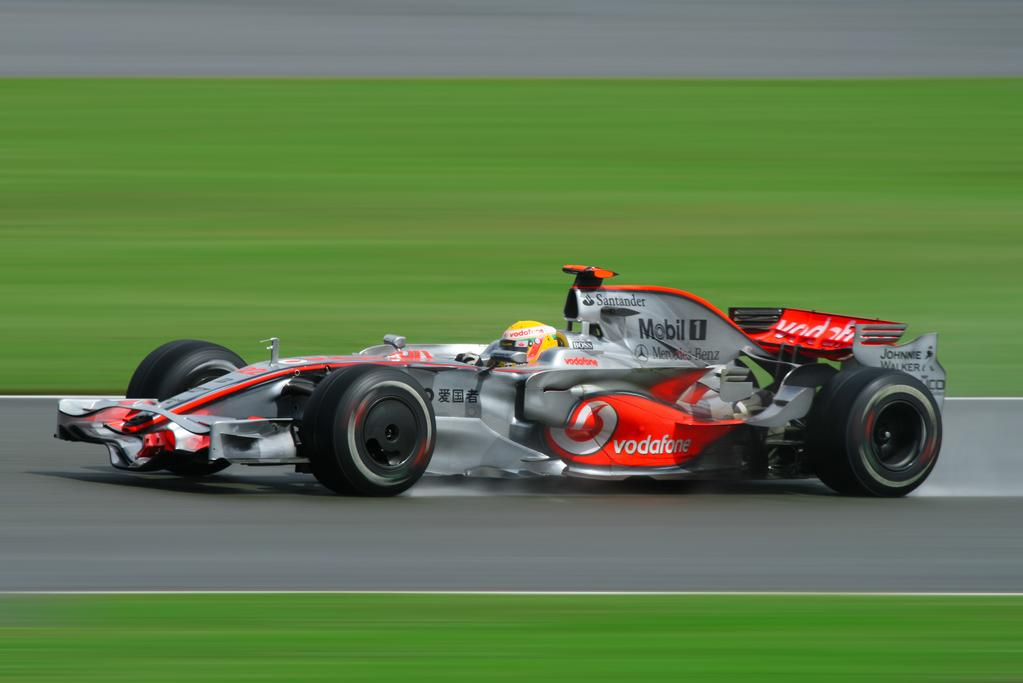
Lewis Hamilton pilotando a McLaren MP4-23 no GP da Inglaterra de 2008.

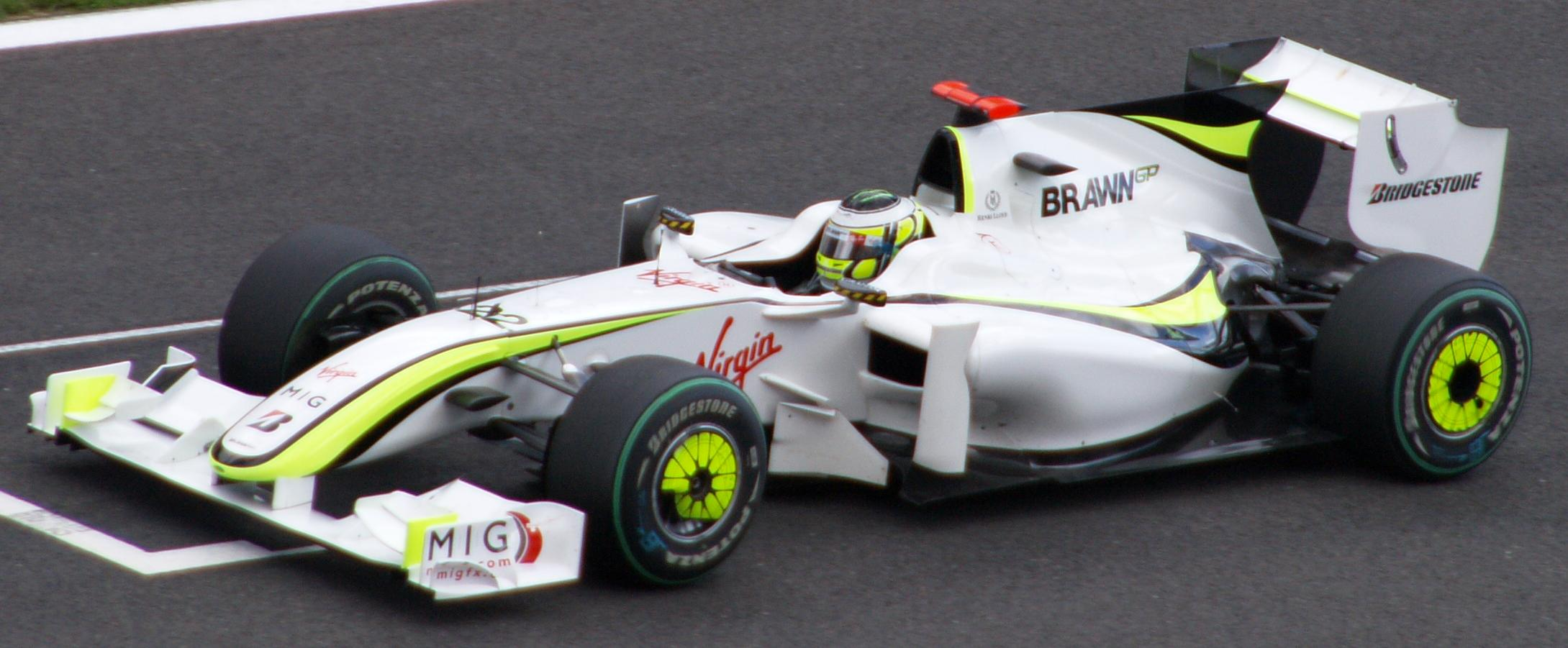
Jenson Button pilotando a Brawn BGP 001 no GP da Bélgica de 2009.

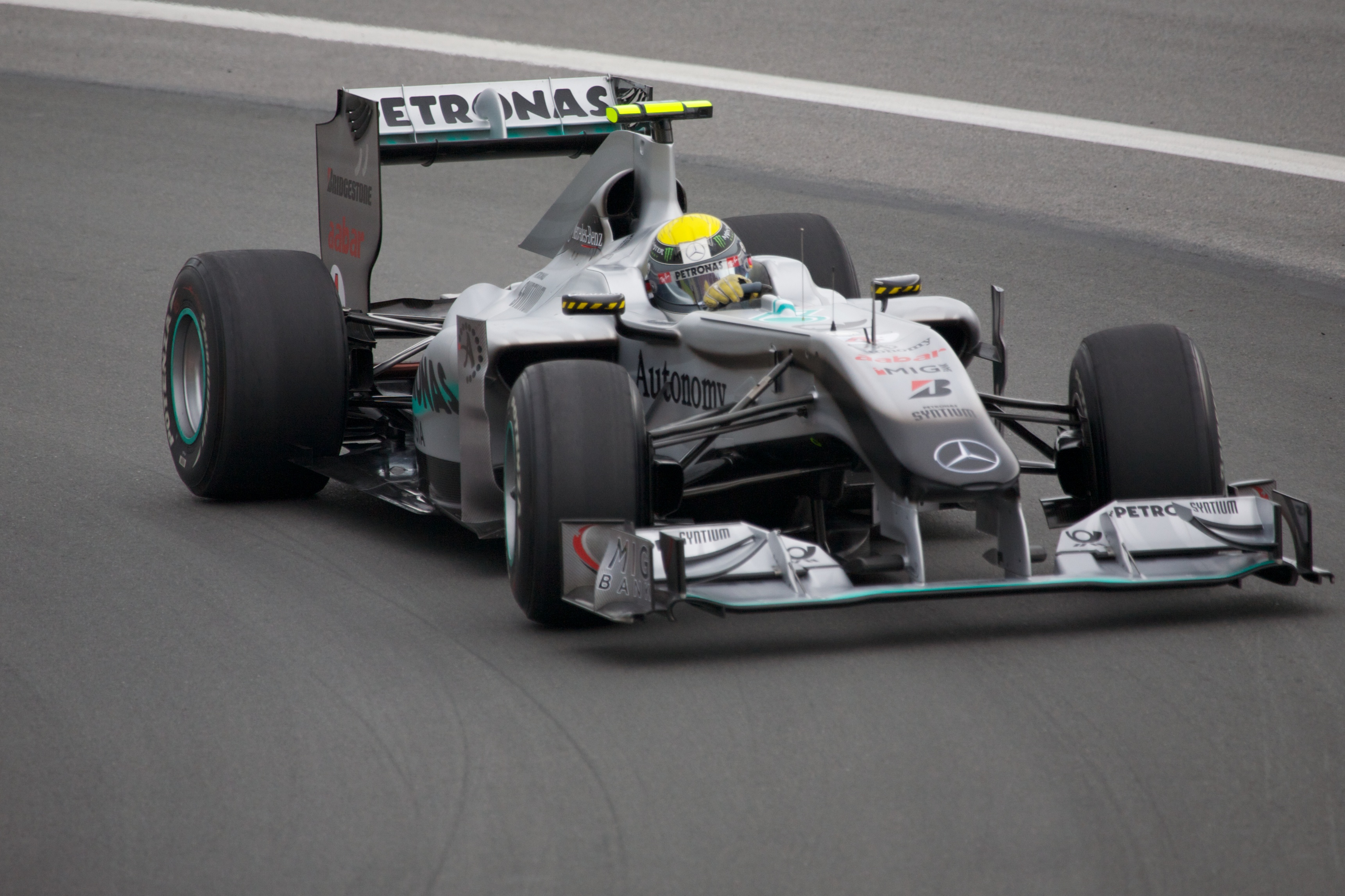
Nico Rosberg pilotando uma Mercedes W101 no GP do Canadá de 2010.

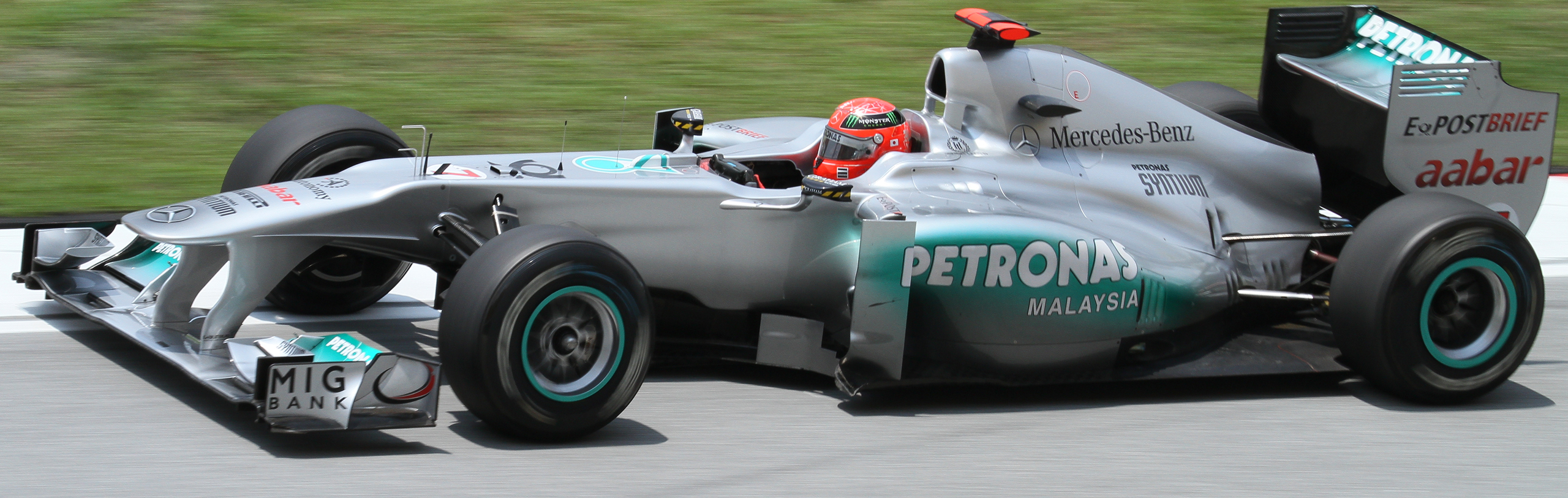
Michael Schumacher pilotando uma Mercedes MGP W02 no GP da Malásia de 2011.

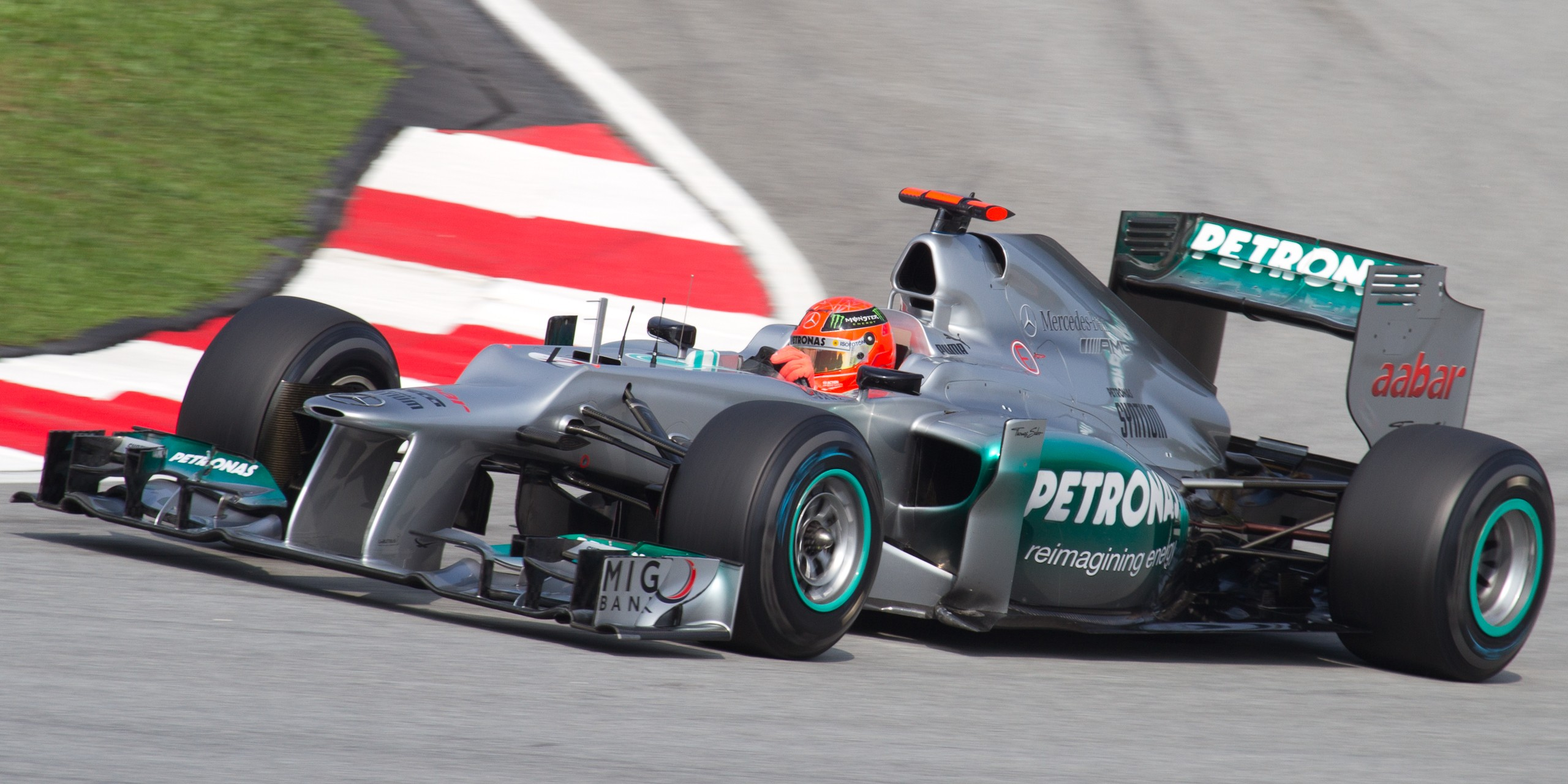
Michael Schumacher pilotando uma Mercedes MGP W03 no GP da Malásia de 2012.

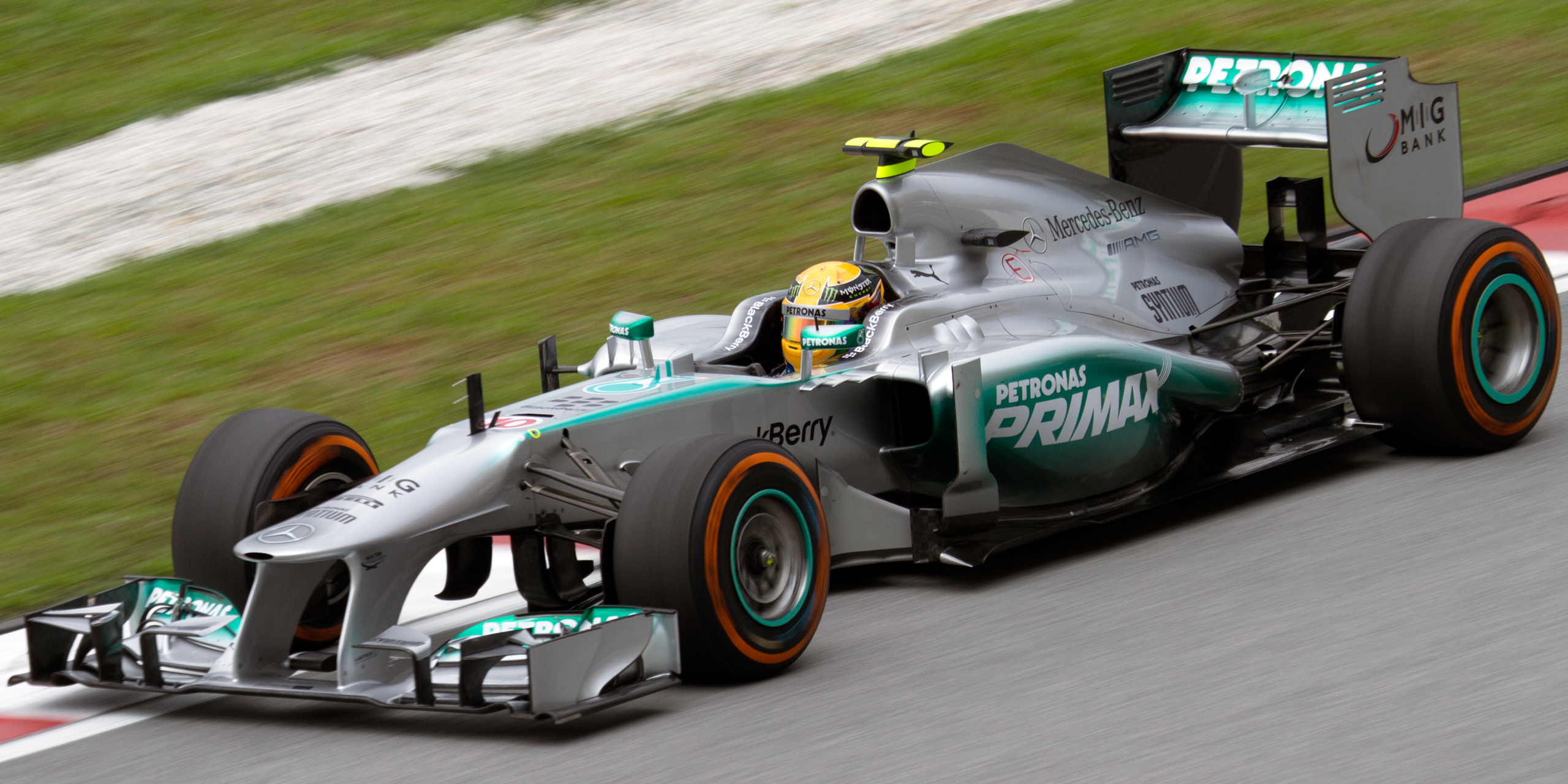
Lewis Hamilton pilotando uma Mercedes MGP W04 no GP da Malásia de 2013.

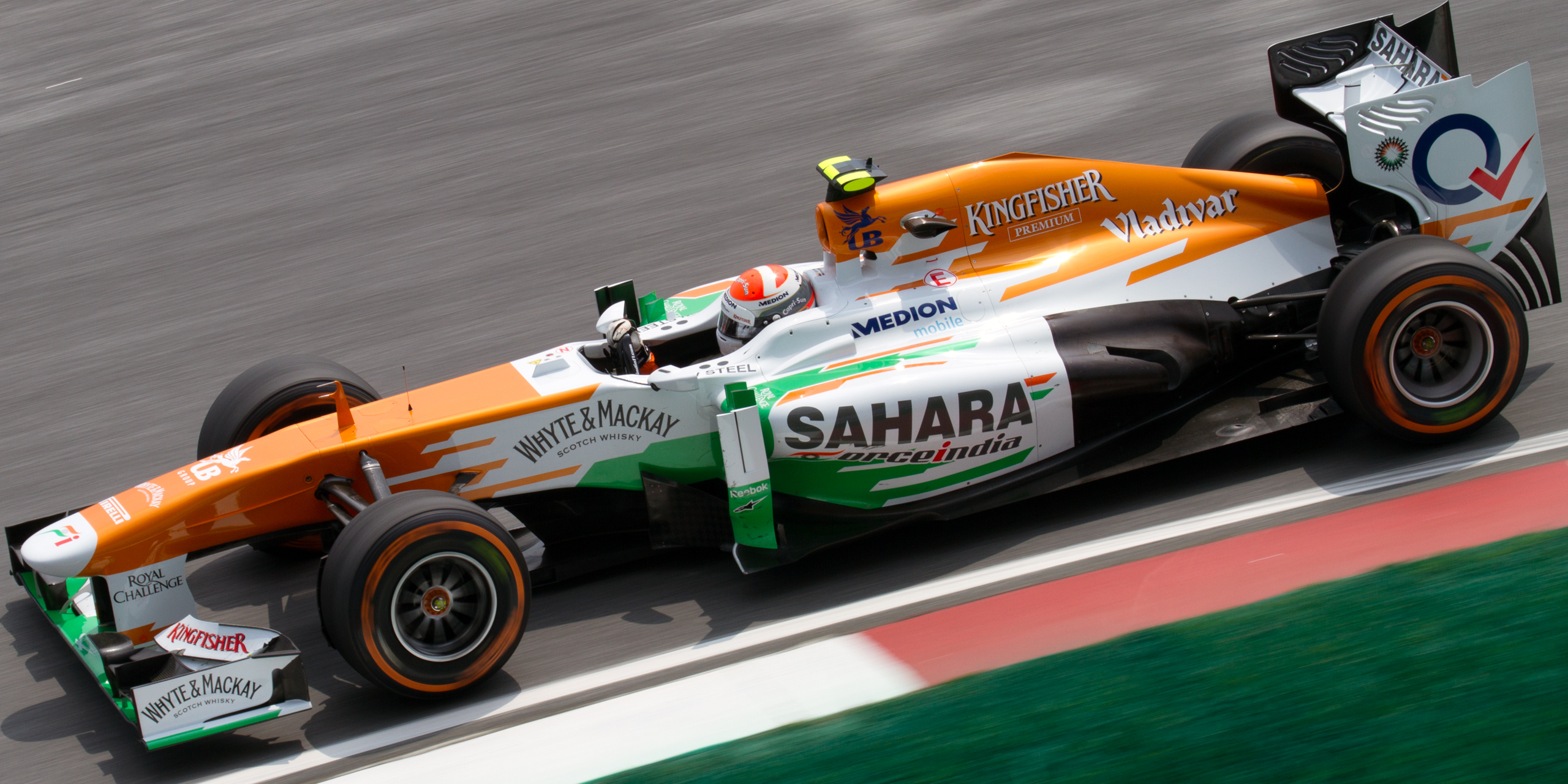
Adrian Sutil pilotando a Force India VJM06 no GP da Malásia de 2013.

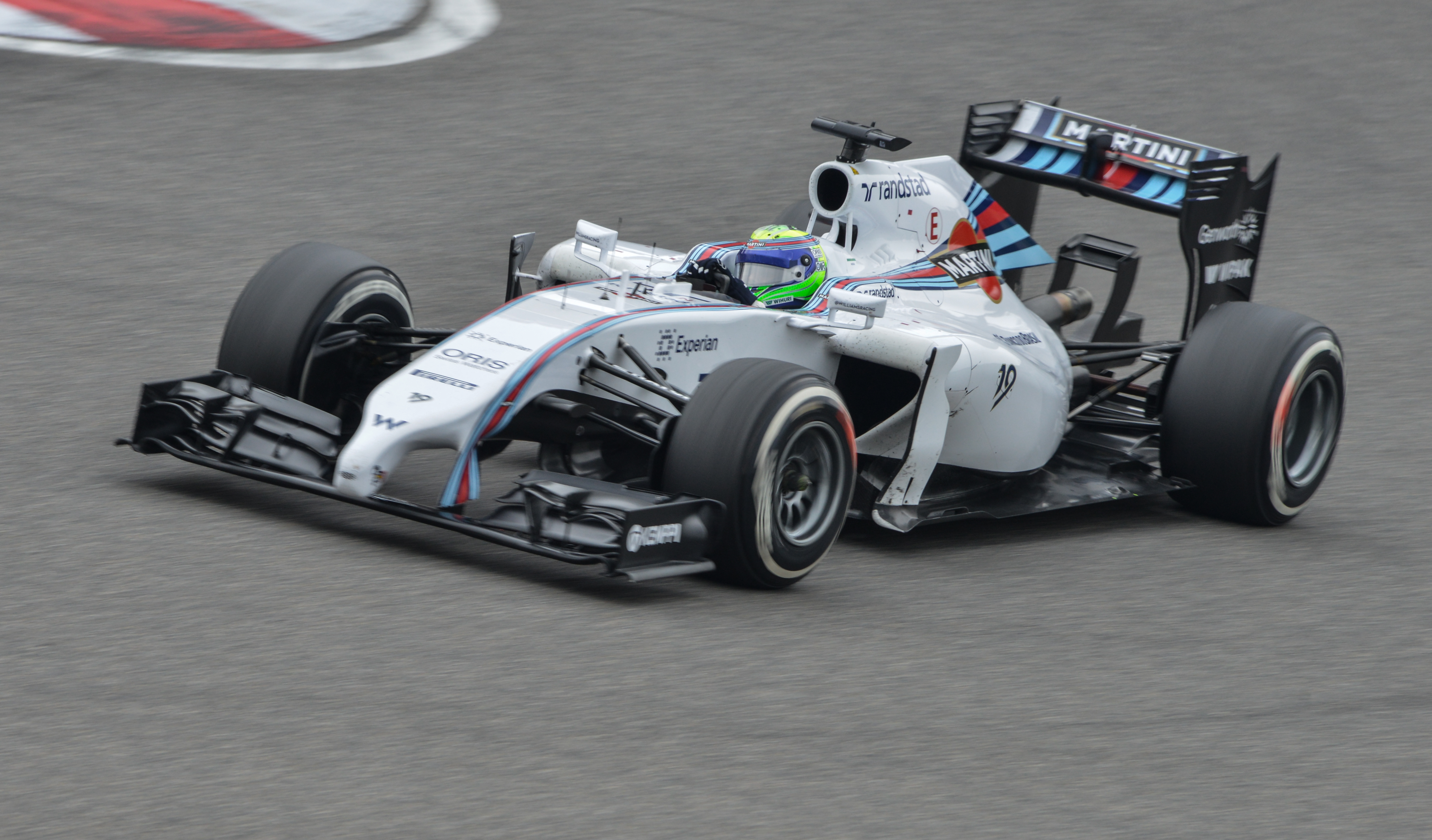
Felipe Massa pilotando a Williams FW35 no GP da China de 2014.

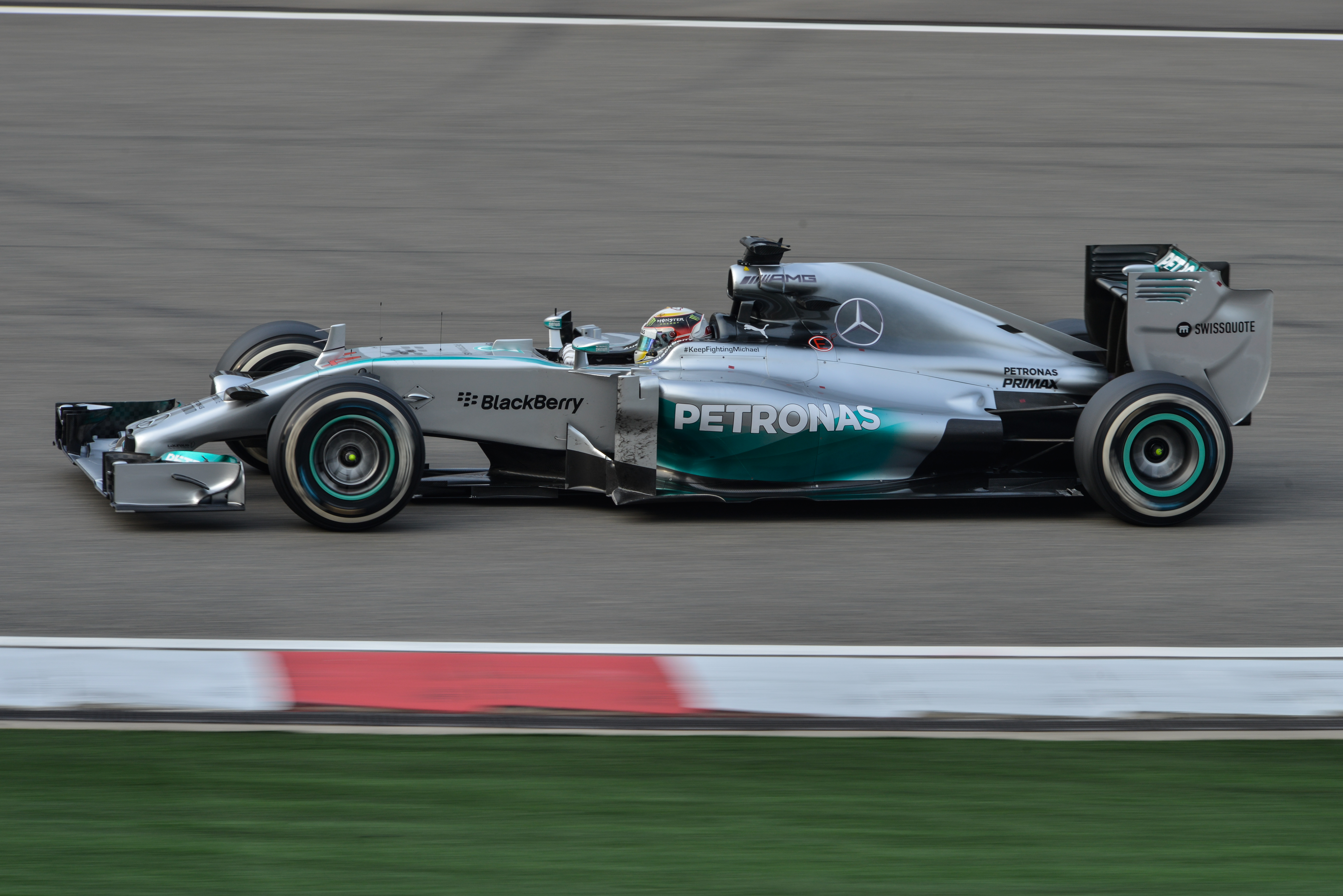
Lewis Hamilton pilotando a Mercedes F1 W05 no GP da China de 2014.

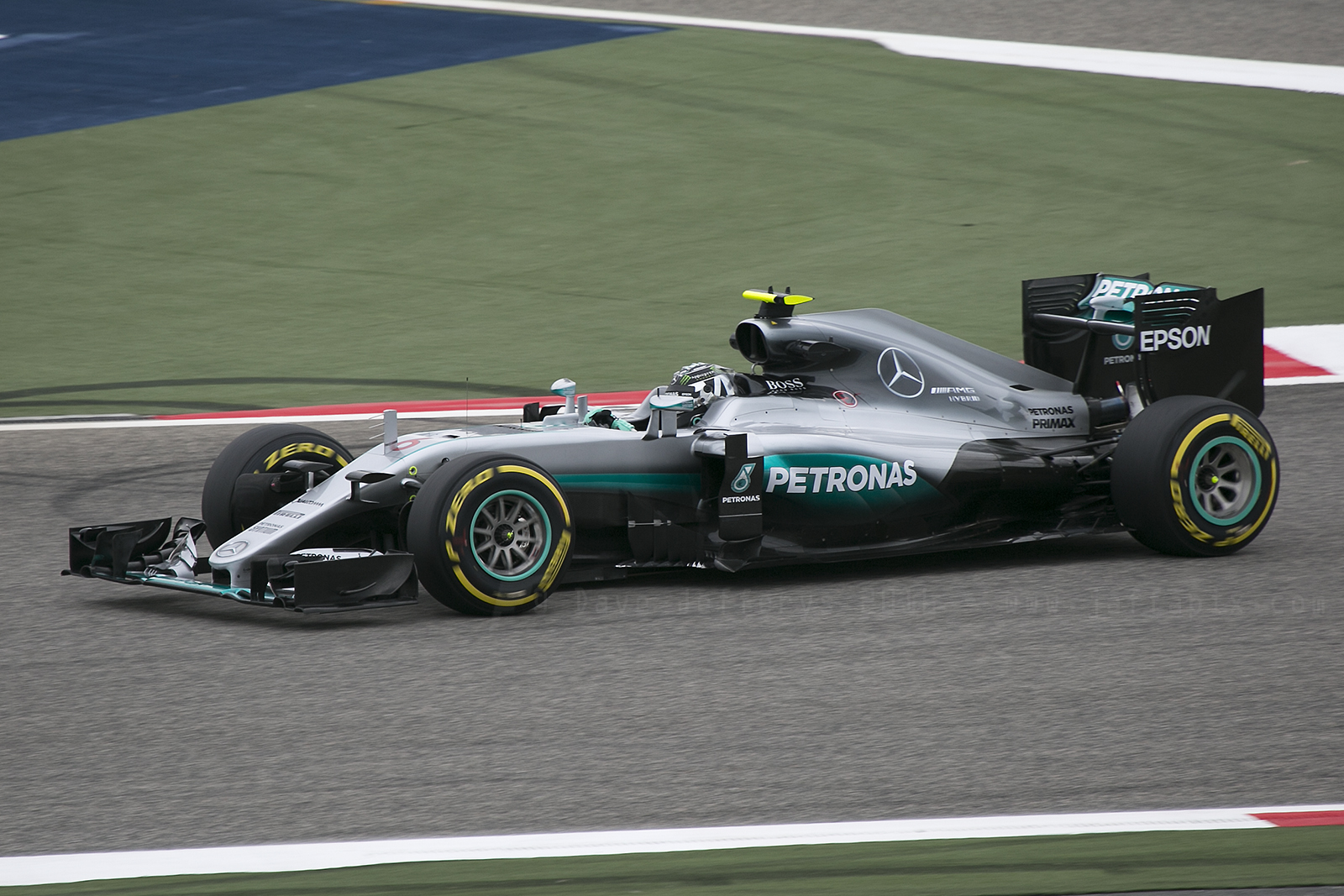
Nico Rosberg pilotando a Mercedes F1 W06 no GP do Bahrein de 2016.

## História
A Mercedes esteve presente com motores durante 2 períodos na Fórmula 1. Os motores Mercedes conquistaram 11 títulos do Campeonato de Pilotos e 7 de Construtores.

### 1ª Fase
Ingressou na Fórmula 1 com equipre própria na temporada 1954 conquistando quatro vitórias em seis corridas que disputou, de um total nove na temporada. Juan Manuel Fangio começou a temporada guiando pela Maserati e terminou pela Daimler-Benz, ganhando o Campeonato de Pilotos.
Na temporada 1955 a Daimler-Benz vence cinco Grande Prêmios de seis disputados, de um total de sete na temporada. Juan Manuel Fangio conquista novamente o Campeonato de Pilotos.
Apesar do domínio na Fórmula 1, a Daimler-Benz abandona o automobilismo após a Tragédia de Le Mans em 1955.

### 2ª Fase
Retorna a Fórmula 1 como apoiadora da Sauber, que era sua parceira nas categorias de Sports Car, a Sauber utiliza seus próprios motores, com base em motores Ilmor de 10 Cilindros, para a temporada de 1993 com a inscrição "Concept by Mercedes-Benz" no motor.
Em 1994, a Mercedes toma o controle da Ilmor, adquirindo os 25% que a Chevrolet possuia da montadora, criando a "Mercedes-Ilmor" - divisão de motores de alta performance da empresa -, e fornece os motores oficialmente para a Sauber devido ao desempenho inesperado da equipe suíça em sua primeira temporada. No entanto os motores eram praticamente os mesmos, resultando num desempenho inferior ao do ano anterior.
Na temporada 1995 começa uma parceria com a McLaren, que durou até o final da temporada de 2014.
Para a temporada 2009, além de fornecer motores para a McLaren, fornece também para a Brawn e para a Force India. Ao fim da temporada, com os Títulos de Piloto e Construtores conquistados, a Brawn chama a atenção da Mercedes que compra a equipe, passando a se chamar Mercedes GP a partir de 2010, também anunciou a venda da sua parte da equipe McLaren, apesar disso a Mercedes continuou fornecendo motores para a escuderia por mais cinco anos.
Na temporada de 2014, com três provas de antecedência, a Mercedes conquista pela primeira vez o título de construtores na Fórmula 1.

## Fornecimento de Motores
| Ano                                 | Equipe       | Motor                                                                                  |
| ----------------------------------- | ------------ | -------------------------------------------------------------------------------------- |
| 1954                                | Daimler-Benz | Mercedes-Benz 2.5 L8                                                                   |
| 1955                                | Daimler-Benz | Mercedes-Benz 2.5 L8                                                                   |
| Não forneceu motores de 1956 a 1993 |              |                                                                                        |
| 1994                                | Sauber       | Mercedes 2175B 3.5 V10                                                                 |
| 1995                                | McLaren      | Mercedes FO 110 3.0 V10                                                                |
| 1996                                | McLaren      | Mercedes FO 110 3.0 V10                                                                |
| 1997                                | McLaren      | Mercedes FO110F 3.0 V10                                                                |
| 1998                                | McLaren      | Mercedes FO110G 3.0 V10                                                                |
| 1999                                | McLaren      | Mercedes FO110H 3.0 V10                                                                |
| 2000                                | McLaren      | Mercedes FO110J 3.0 V10                                                                |
| 2001                                | McLaren      | Mercedes FO110K 3.0 V10                                                                |
| 2002                                | McLaren      | Mercedes FO110M 3.0 V10                                                                |
| 2003                                | McLaren      | Mercedes FO110M 3.0 V10 Mercedes FO110P 3.0 V10                                        |
| 2004                                | McLaren      | Mercedes FO110Q 3.0 V10                                                                |
| 2005                                | McLaren      | Mercedes FO110R 3.0 V10                                                                |
| 2006                                | McLaren      | Mercedes FO108S 2.4 V8                                                                 |
| 2007                                | McLaren      | Mercedes FO108T 2.4 V8                                                                 |
| 2008                                | McLaren      | Mercedes FO108V 2.4 V81                                                                |
| 2009                                | Brawn        | Mercedes FO108W 2.4 V82                                                                |
| 2009                                | Force India  | Mercedes FO108W 2.4 V82                                                                |
| 2009                                | McLaren      | Mercedes FO108W 2.4 V82                                                                |
| 2010                                | Mercedes     | Mercedes FO108X 2.4 V82                                                                |
| 2010                                | Force India  | Mercedes FO108X 2.4 V82                                                                |
| 2010                                | McLaren      | Mercedes FO108X 2.4 V82                                                                |
| 2011                                | Mercedes     | Mercedes FO108Y 2.4 V82                                                                |
| 2011                                | Force India  | Mercedes FO108Y 2.4 V82                                                                |
| 2011                                | McLaren      | Mercedes FO108Y 2.4 V82                                                                |
| 2012                                | Mercedes     | Mercedes FO108Y 2.4 V82                                                                |
| 2012                                | Force India  | Mercedes FO108Y 2.4 V82                                                                |
| 2012                                | McLaren      | Mercedes FO108Y 2.4 V82                                                                |
| 2013                                | Mercedes     | Mercedes FO108Y 2.4 V82                                                                |
| 2013                                | Force India  | Mercedes FO108Y 2.4 V82                                                                |
| 2013                                | McLaren      | Mercedes FO108Y 2.4 V82                                                                |
| 2014                                | Mercedes     | Mercedes PU106A 1.6 V6 Turbo Híbrido                                                   |
| 2014                                | Force India  | Mercedes PU106A 1.6 V6 Turbo Híbrido                                                   |
| 2014                                | McLaren      | Mercedes PU106A 1.6 V6 Turbo Híbrido                                                   |
| 2014                                | Williams     | Mercedes PU106A 1.6 V6 Turbo Híbrido                                                   |
| 2015                                | Mercedes     | Mercedes PU106B 1.6 V6 Turbo Híbrido                                                   |
| 2015                                | Force India  | Mercedes PU106B 1.6 V6 Turbo Híbrido                                                   |
| 2015                                | Lotus        | Mercedes PU106B 1.6 V6 Turbo Híbrido                                                   |
| 2015                                | Williams     | Mercedes PU106B 1.6 V6 Turbo Híbrido                                                   |
| 2016                                | Mercedes     | Mercedes PU106C 1.6 V6 Turbo Híbrido                                                   |
| 2016                                | Force India  | Mercedes PU106C 1.6 V6 Turbo Híbrido                                                   |
| 2016                                | Manor        | Mercedes PU106C 1.6 V6 Turbo Híbrido                                                   |
| 2016                                | Williams     | Mercedes PU106C 1.6 V6 Turbo Híbrido                                                   |
| 2017                                | Mercedes     | Mercedes-AMG F1 M08 EQ Power+ 1.6 V6 Turbo Híbrido                                     |
| 2017                                | Force India  | Mercedes-AMG F1 M08 EQ Power+ 1.6 V6 Turbo Híbrido                                     |
| 2017                                | Williams     | Mercedes-AMG F1 M08 EQ Power+ 1.6 V6 Turbo Híbrido                                     |
| 2018                                | Mercedes     | Mercedes-AMG F1 M09 EQ Power+ 1.6 V6 Turbo Híbrido                                     |
| 2018                                | Force India  | Mercedes-AMG F1 M09 EQ Power+ 1.6 V6 Turbo Híbrido                                     |
| 2018                                | Williams     | Mercedes-AMG F1 M09 EQ Power+ 1.6 V6 Turbo Híbrido                                     |
| 2019                                | Mercedes     | Mercedes-AMG F1 M10 EQ Power+ 1.6 V6 Turbo Híbrido                                     |
| 2019                                | Racing Point | Mercedes-AMG F1 M10 EQ Power+ (Rebatizado como BWT Mercedes) 1.6 V6 Turbo Híbrido      |
| 2019                                | Williams     | Mercedes-AMG F1 M10 EQ Power+ 1.6 V6 Turbo Híbrido                                     |
| 2020                                | Mercedes     | Mercedes-AMG F1 M11 EQ Performance 1.6 V6 Turbo Híbrido                                |
| 2020                                | Racing Point | Mercedes-AMG F1 M11 EQ Performance (Rebatizado como BWT Mercedes) 1.6 V6 Turbo Híbrido |
| 2020                                | Williams     | Mercedes-AMG F1 M11 EQ Performance 1.6 V6 Turbo Híbrido                                |
| 2021                                | Mercedes     | Mercedes-AMG F1 M12 E Performance 1.6 V6 Turbo Híbrido                                 |
| 2021                                | Aston Martin | Mercedes-AMG F1 M12 E Performance 1.6 V6 Turbo Híbrido                                 |
| 2021                                | McLaren      | Mercedes-AMG F1 M12 E Performance 1.6 V6 Turbo Híbrido                                 |
| 2021                                | Williams     | Mercedes-AMG F1 M12 E Performance 1.6 V6 Turbo Híbrido                                 |
| 2022                                | Mercedes     | Mercedes-AMG F1 M13 E Performance 1.6 V6 Turbo Híbrido                                 |
| 2022                                | Aston Martin | Mercedes-AMG F1 M13 E Performance 1.6 V6 Turbo Híbrido                                 |
| 2022                                | McLaren      | Mercedes-AMG F1 M13 E Performance 1.6 V6 Turbo Híbrido                                 |
| 2022                                | Williams     | Mercedes-AMG F1 M13 E Performance 1.6 V6 Turbo Híbrido                                 |
| 2023                                | Mercedes     | Mercedes-AMG F1 M14 E Performance 1.6 V6 Turbo Híbrido                                 |
| 2023                                | Aston Martin | Mercedes-AMG F1 M14 E Performance 1.6 V6 Turbo Híbrido                                 |
| 2023                                | McLaren      | Mercedes-AMG F1 M14 E Performance 1.6 V6 Turbo Híbrido                                 |
| 2023                                | Williams     | Mercedes-AMG F1 M14 E Performance 1.6 V6 Turbo Híbrido                                 |
| 2024                                | Mercedes     | Mercedes-AMG F1 M15 E Performance 1.6 V6 Turbo Híbrido                                 |
| 2024                                | Aston Martin | Mercedes-AMG F1 M15 E Performance 1.6 V6 Turbo Híbrido                                 |
| 2024                                | McLaren      | Mercedes-AMG F1 M15 E Performance 1.6 V6 Turbo Híbrido                                 |
| 2024                                | Williams     | Mercedes-AMG F1 M15 E Performance 1.6 V6 Turbo Híbrido                                 |

### Ilmor
| Ano  | Equipe       | Motor               |
| ---- | ------------ | ------------------- |
| 1991 | Leyton House | Ilmor 2175A 3.5 V10 |
| 1992 | Tyrrell      | Ilmor 2175A 3.5 V10 |
| 1993 | Sauber       | Sauber LH10 3.5 V10 |
| 1994 | Pacific      | Ilmor 2175A 3.5 V10 |

## Títulos

### Campeonato de Pilotos[4]
| Ano  | Piloto             |
| ---- | ------------------ |
| 1954 | Juan Manuel Fangio |
| 1955 | Juan Manuel Fangio |
| 1998 | Mika Hakkinen      |
| 1999 | Mika Hakkinen      |
| 2008 | Lewis Hamilton     |
| 2009 | Jenson Button      |
| 2014 | Lewis Hamilton     |
| 2015 | Lewis Hamilton     |
| 2016 | Nico Rosberg       |
| 2017 | Lewis Hamilton     |
| 2018 | Lewis Hamilton     |
| 2019 | Lewis Hamilton     |
| 2020 | Lewis Hamilton     |

### Campeonato de Construtores[5]
| Ano  | Equipe    |
| ---- | --------- |
| 1998 | McLaren   |
| 2009 | Brawn     |
| 2014 | Mercedes3 |
| 2015 | Mercedes  |
| 2016 | Mercedes  |
| 2017 | Mercedes  |
| 2018 | Mercedes  |
| 2019 | Mercedes  |
| 2020 | Mercedes  |
| 2021 | Mercedes  |
| 2024 | McLaren   |

## Campeonato como Equipe Oficial

### Campeonato de Pilotos[6]
| Ano  | Piloto             |
| ---- | ------------------ |
| 1954 | Juan Manuel Fangio |
| 1955 | Juan Manuel Fangio |
| 2014 | Lewis Hamilton     |
| 2015 | Lewis Hamilton     |
| 2016 | Nico Rosberg       |
| 2017 | Lewis Hamilton     |
| 2018 | Lewis Hamilton     |
| 2019 | Lewis Hamilton     |
| 2020 | Lewis Hamilton     |

### Campeonato de Construtores[6]
| Ano  | Construtor |
| ---- | ---------- |
| 2014 | Mercedes   |
| 2015 | Mercedes   |
| 2016 | Mercedes   |
| 2017 | Mercedes   |
| 2018 | Mercedes   |
| 2019 | Mercedes   |
| 2020 | Mercedes   |
| 2021 | Mercedes   |

## Números na Fórmula 1
- Vitórias: 162[7] (36,900%[8])
- Pole Positions: 172[9] (39,090%[10])
- Voltas Mais Rápidas: 151[11]
- Triplos (Pole, Vitória e Volta Mais Rápida) 67[12] (não considerando os pilotos, apenas o motor)
- Pontos: 9.253,143[13]
- Pódios: 293[14]
- Grandes Prêmios: 439[15] (Todos os Carros: 1700[16])
- Grandes Prêmios com Pontos: 392[17]
- Largadas na Primeira Fila: 243[18]
- Posição Média no Grid: 7,840[19]
- Km na Liderança: 50.694,033 Km[20]
- Primeira Vitória: 1 Corrida[21]
- Primeira Pole Position: 1 Corrida[22]
- Não Qualificações: 0[23]
- Desqualificações: 5[24]
- Porcentagem de Motores Quebrados: 19,060%[25]